# Demokedes

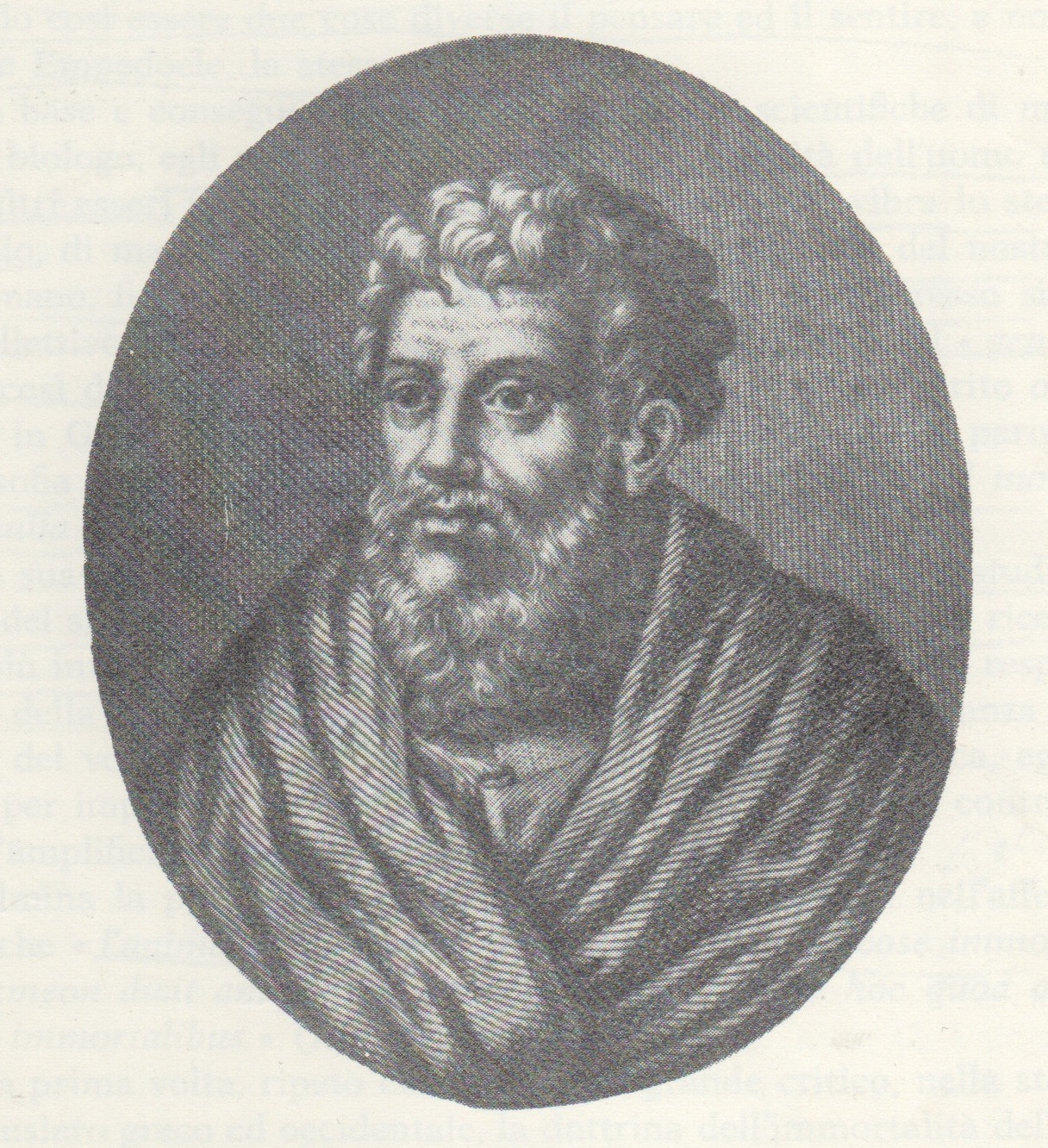
Demokedes z Krotonu

Demokedes z Krotonu (VI-V w. p.n.e.) – nadworny lekarz Polikratesa, tyrana Samos, a następnie króla Persów Dariusza. Wspomniany w trzeciej księdze Dziejów Herodota jako najzręczniejszy medyk swych czasów.
Demokedes przybył wraz z Polikratesem do Magnezji, podstępnie zwabiony przez Orojtesa - namiestnika perskiego, pragnącego zgładzić władcę Samos. Po zamordowaniu władcy zostaje niewolnikiem Persa, a następnie, gdy ten zgładzony zostaje przez Dariusza, Krotończyk zostaje jego nadwornym lekarzem. Awans ten miał miejsce po tym, gdy Dariusz zsiadając z konia skręcił poważnie kostkę i żaden z jego egipskich medyków nie był mu w stanie pomóc. Cierpiącego na bóle i bezsenność króla poinformowano o talencie Demokedesa, który po pewnym ociąganiu wyleczył władcę. W zamian za to ten obsypał go bogactwami i zaszczytami, Demokedes był jednak nieszczęśliwy, tęskniąc za ojczystą Helladą.  
Powrócił do niej w wyniku podstępu. Wyleczywszy Atossę (córkę Cyrusa i małżonkę Dariusza), polecił jej podpowiedzieć królowi, by ten wybrał się z wyprawą wojenną przeciw Grekom. Wiedział bowiem, że król rozpocznie od wysłania szpiegów. Zgodnie z przewidywaniami Demokedesa władca postawił zaufanego lekarza jako przewodnika na czele zwiadowców, ten zaś - gdy tylko znaleźli się w Helladzie - zbiegł do rodzinnego Krotonu. Wziąwszy za żonę córkę słynnego zapaśnika Milona odmówił powrotu do Persji.